# Marko Milošević

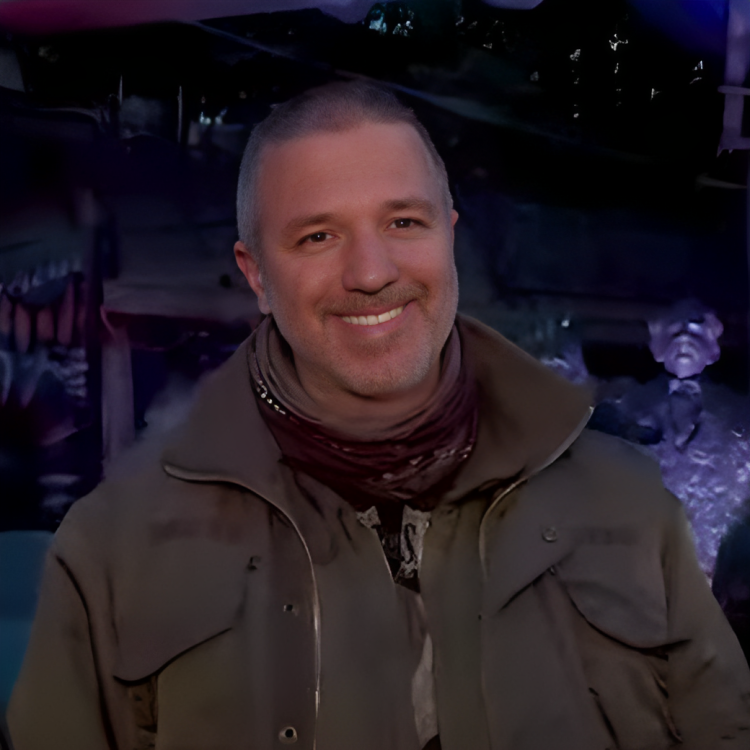
Marko Milošević em 2023

Marko Milošević (cirílico sérvio: Марко Милошевић; 1974) é filho do ex-presidente sérvio Slobodan Milošević. Esteve envolvido com o crime organizado na Sérvia durante as guerras iugoslavas, até que fugiu do país após a destituição de seu pai do poder, em 15 de outubro de 2000.  A Milošević mais tarde seria concedido o estatuto de refugiado pela Rússia,  e provavelmente está vivendo em Moscou com sua esposa Milica Gajić e seu filho Marko. 

## Crime organizado
Tomando um interesse em carros de corrida, a primeira exposição de Milošević à rentabilidade do crime organizado veio de interações com um membro de uma equipe de corrida de carros Vlada Kovačević, que vendia veículos aos comandantes paramilitares sérvios que operavam na Croácia e na Bósnia e Herzegovina.  Após ter evitado o alistamento militar por ser considerado "inapto" para o serviço,  Milošević se voltou para o acesso de seu pai as receitas do Estado para financiar um estilo de vida luxuoso e estabelecer uma rede criminosa em Požarevac.  Por volta de 1994, Milošević foi aprovisionado pela administração de uma boate em Požarevac chamada Madona [sic] que atendia às elites do sudeste da Europa, incluindo membros procurados de organizações criminosas sérvias. Milošević é acusado de envolvimento no contrabando de inúmeras mercadorias através da Sérvia, incluindo cigarros,  petróleo, carros roubados e drogas, como a cocaína, no qual ele supostamente usa.  Milošević também tomou posse de uma estação de rádio, uma padaria, uma loja de informática, uma luxuosa loja de perfume chamada Scandal, e foi nomeado vice-presidente de uma mostra cavalo em Ljubičevo.   Outras fontes de rendimentos incluíram a especulação monetária e comercial entre dinares e marcos alemães,  e a gestão da construção de um parque temático nacionalista sérvio de 380 mil dólares chamado Bambipark. Marko usaria um uniforme militar sérvio enquanto gerenciava Bambipark para mostrar o seu patriotismo durante o bombardeio da OTAN a Iugoslávia.  Em 1998, comprou uma nova villa ampla em Požarevac; foi proprietário e acidentou mais de 17 carros de luxo,  e comprou um iate de 500 mil marcos alemães. Em 2000, o total de ativos do mercado negro detidos por Milošević foram estimados em £500 milhões. Milošević utilizou a violência e a intimidação para expandir e controlar seu império no mercado negro, suprimindo gangues rivais e os meios de comunicação sérvios.  Este uso da violência incluiu alegadas conexões com o  assassinato em 15 de janeiro de 2000 do líder paramilitar e concorrente de negócios, Željko Ražnatović, em Belgrado. 

## Queda de Slobodan Milosevic
Em 5 de outubro de 2000, o governo de Slobodan Milošević foi substituído por um governo democraticamente eleito. Isso removeu Marko do acesso às receitas do Estado, do poder e proteção. Scandal e Madona seriam vandalizadas e destruídas por manifestantes anti-Milošević. Marko fugiu da Sérvia para Moscou com sua irmã Marija, sua mãe Mira, e seu tio Borislav. Ele, então, tentou continuar em Pequim, mas foi deportado de volta para a Rússia em 9 de outubro de 2000 pela posse de passaporte falso. Milošević pode ter tentado viajar para a China por causa de £100 milhões supostamente lavados em bancos chineses pela família Milošević.  Depois de fugir da Sérvia, um conflito entre facções eclodiu entre a máfia sérvia para tomar o poder local e os bens anteriormente detidos por Marko.  O crime organizado continuou sendo um grande problema de segurança na Sérvia. A localização de Marko Milošević não é conhecida, mas supõe-se que ele esteja vivendo na Rússia, com sua esposa Milica Gajić e o filho Marko.  A Rússia concedeu a Marko e a sua família condição de refugiados, embora ele seja procurado pelo governo sérvio por vários crimes,  e fosse emitida uma proibição de viajar pela União Europeia. 